# Латыши (Кемеровская область)
Латыши — упразднённый посёлок станции в административном подчинении посёлка Кедровка Кемеровского городского округа Кемеровской области. Исключён из учётных данных в 2001 году.

## География
Посёлок станции располагался при федеральной трассе Р-255 «Сибирь» и одноимённой железнодорожной станции на линии Барзас — Топки Западно-Сибирской железной дороги, в близи истока реки Большая Промышленная, на расстоянии примерно 2 км по прямой к северо-востоку от посёлка Кедровка.

## История
Посёлок возник в 1905 году. По данным на 1926 году посёлок Латышский состоял из 69 хозяйств. В административном отношении входил в состав Больше-Промышленовского сельсовета Кемеровского района Кузнецкого округа Сибирского края.
Решением Кемеровского ОИК № 1145 от 23 декабря 1959 г. населённый пункт Латыши Андреевского сельсовета передан в административное подчинение Кургановскому поссовету.
В 1961 году вблизи посёлка была построена железнодорожная станция, которая получили название Латыши.
В 1963 году передана в состав Кедровского поссовета.

## Население
| 1970 | 1979 | 1989 |
| ---- | ---- | ---- |
| 248  | ↘183 | ↗209 |

По переписи 1926 г. в посёлке проживал 261 человек (128 мужчин и 133 женщины), основное население — латыши.

## Инфраструктура
Непассажирская станция Латыши. Электрическая подстанция Латышевская.

## Транспорт
Автобусное сообщение с Кемерово. Остановка общественного транспорта «Латыши».